# ساندرا نگ
ساندرا نگ (انگلیسی: Sandra Ng; چینی: 吳君如؛ ۲ اوت ۱۹۶۵) بازیگر اهل هنگ کنگ است.

از فیلم‌های او می‌توان از بازرسان دامن‌پوش و دروغ‌های عشق نام برد.